# Frank Kelly Freas
Frank Kelly Freas, né le 27 août 1922 et mort le 2 janvier 2005, est un artiste américain connu pour son travail dans le domaine de la science-fiction et de la fantasy, avec une carrière s'étendant sur plus de 50 ans. Pour ses contributions à la science-fiction, l'artiste est cité sous le surnom de « doyen des artistes de science-fiction ».

## Biographie
Frank Kelly Freas est né le 27 août 1922 à Hornell, dans l'État de New York, sous le nom de Francis Sylvester Kelly. Après le divorce de ses parents, sa mère se remarie en 1939, et il prend le nom de famille de son beau-père, Freas. Il est le fils de deux photographes et est élevé au Canada. Il fait ses études au Lafayette High School de Buffalo, où il est formé par Elizabeth Weiffenbach, professeur d'art. Il s'engage dans l'US Air Force dès la fin de ses études secondaires. Il vole comme caméraman pour la reconnaissance dans le Pacifique Sud et peint des nez de bombardiers pendant la Seconde Guerre mondiale. Il travaille ensuite pour Curtiss-Wright pendant une courte période, puis étudie à l'Art Institute (en) de Pittsburgh et commence à travailler en illustrant des livres sur la médecine mais cela ne dure pas.

### Carrière
Freas commence finalement à travailler comme artiste commercial à la fin des années 1940, principalement pour la télévision. Son objectif est de devenir un artiste de science-fiction,.
Le magazine fantastique Weird Tales publie la première couverture de Freas dans son numéro de novembre 1950 : « The Piper » illustrant The Third Shadow de H. Russell Wakefield (en). Sa deuxième couverture est publiée un an plus tard dans le même magazine, suivie de plusieurs couvertures de Planet Stories ou Weird Tales et d'illustrations intérieures pour trois livres de Gnome Press (en) en 1952. Sa carrière d'illustrateur lancée, il continue de concevoir des illustrations pour d'autres magazines de fantasy et de science-fiction de l'époque. « Dans un domaine où l'aérographe est une pratique courante, les peintures de Freas se distinguent par l'utilisation de coups de pinceau audacieux, et l'étude de son travail révèle son expérimentation d'une grande variété d'outils et de techniques ».
Au cours des cinq décennies suivantes, il crée des couvertures pour des centaines de livres et de magazines (et bien d'autres illustrations intérieures), notamment Astounding Science Fiction, avant et après son changement de titre en Analog, de 1953 à 2003. Il commence à travailler pour le magazine Mad en février 1957 et, en juillet 1958, il est le nouveau dessinateur de couverture du magazine ; il peint la plupart des couvertures jusqu'en octobre 1962 (avec le personnage emblématique Alfred E. Neuman),. Il crée également des illustrations de couverture pour DAW, Signet, Ballantine Books, Avon, les 57 volumes des Laser Books entre 1975 et 1977 (et qui sont aujourd'hui des objets de collection), et plus de 90 couvertures pour les seuls livres Ace. Il est éditeur et artiste pour les dix premiers livres de Starblaze. Il illustre la couverture du canular littéraire de Jean Shepherd (en), Ian Ballantine (en) et Theodore Sturgeon : I, Libertine (Ballantine Books, 1956). La même année, il dessine des illustrations de bandes dessinées pour The Wild Reader de Bernard Shir-Cliff (en).
Freas peint également des insignes et des affiches pour Skylab I, des pin-up sur des bombardiers lorsqu'il était dans l'armée de l'air américaine, des couvertures de comics, les couvertures des livres du monde GURPS Lensman et Planet Krishna, et plus de 500 portraits de saints pour les Franciscains exécutés en même temps que ses portraits d'Alfred E. Neuman pour Mad. Sa couverture de l'album News of the World (1977) de Queen est un pastiche de son illustration de couverture d'octobre 1953 pour « The Gulf Between » de Tom Godwin (en) pour le magazine Astounding Science Fiction,,.
Freas publie plusieurs collections de ses dessins en couleur et en noir et blanc dans les volumes Frank Kelly Freas : The Art of Science Fiction et Frank Kelly Freas : As Others See it, ainsi que dans une collection de ses illustrations en noir et blanc tirées d’Astounding Science Fiction. Il donne également de nombreuses présentations artistiques et ses œuvres font l'objet de nombreuses expositions. Il fait partie des premiers lauréats du prix Hugo du meilleur artiste en 1955 et est lauréat, sous d'autres noms, des trois prix suivants décernés en 1956, 1958 et 1959. Avec six autres prix Hugo à son nom (1970 et 1972-76), il devient la première personne à recevoir dix prix Hugo (il a été nommé 20 fois). Aucun autre artiste de science-fiction n'a égalé son palmarès et sa production.
Freas est deux fois invité d'honneur à la Worldcon, à Chicon IV (40e édition) en 1982 et à Torcon 3 (61e édition) en 2003, bien qu'une chute survenue peu avant cette dernière convention l'ait empêché d'y assister,.
Il meurt à son domicile de West Hills, quartier de Los Angeles, en Californie le 2 janvier 2005. Il est enterré au cimetière Oakwood Memorial Park à Chatsworth. Pour ses contributions à l'art de la science-fiction, l'artiste a été surnommé le « Doyen des Artistes de Science-Fiction » par la Eastern Science Fiction Association (ESFA).

### Vie privée
Il se marie pour la première fois en 1948 avec Nina Vaccaro, mais ils divorcent par la suite. Il épouse ensuite Pauline (Polly) Bussard en 1952 ; ils ont eu deux enfants, Jacqueline et Jeremy. Polly meurt d'un cancer en janvier 1987. En 1988, il épouse le Dr Laura Brodian (qui lui survit).

## Distinctions

### Récompenses
- 1955 : Prix Hugo du Meilleur artiste professionnel : à 9 reprises entre 1955 et 1976[9]
- 1977 : Prix Frank R. Paul[16]
- 1979 : Prix Inkpot[17]
- 1981 : Prix E. E. Smith Memorial (Prix Skylark)[18]
- 1983 : Prix Forry (Service to the Science Fiction Community)[19]
- 1990 : Prix Chesley de la meilleure illustration de magazine[20]
- 1994 : Prix Chesley de la réalisation artistique de toute une vie[20]
- 2001 : Retro Prix Hugo pour le Meilleur artiste professionnel pour 1951[20]
- 2006 : Science Fiction and Fantasy Hall of Fame[21]

### Honneurs
- 2000 : Fellow de l'Association internationale des artistes astronomiques[1]
- 2003 : Doctor of arts[1], doctorat

## Publications
- (en) Frank Kelly Freas: The Art of Science Fiction, Donning Company Publishers, 1977
- (en) Frank Kelly Freas: A Separate Star, 1985, 128 p.
- (en) Kelly Freas: As He Sees It, Paper Tiger, 2000, 112 p.